# أس يو-100
أس يو-100 (بالإنجليزيّة: SU-100؛ بالروسيّة: CY-100 وهي اختصار لمُسمّى самоходная установка، وتعني حرفيًا مدفع ذاتي الحركة) هي مدمِّرة دبّابات سوفيتيّة مُجهَّزة بمدفع مضاد للدبّابات عيار 100 ملم. استُخدمت بكثرة في السنة الأخيرة من الحرب العالمية الثانية، استخدمتها أيضًا الدول الحليفة للاتحاد السوفيتي في السنوات اللاحقة للحرب.

## التاريخ
طُورت مدمِّرة الدبّابات هذه عام 1943 بناءً على تصميم سابقتها أس يو-85 المبنيّة أساسًا على تصميم شاسيه دبّابة تي-34 السوفيتيّة باستبدال برج المدفع بآخر أكبر حجمًا. وقد تم استخدامها بشكل كبير في عام 1945 عندما هزم الجيش السوفيتي الألمان في عملية صحوة الربيع في المجر. وبحلول صيف 1945 تم صناعة 2,335 مدمِّرة من هذا النوع، كما استمر إنتاجها في الاتحاد السوفيتي حتى عام 1947 وفي تشيكوسلوفاكيا حتى الخمسينيّات من القرن العشرين. ولقد تم سحبها من الخدمة بالاتحاد السوفيتي عام 1967، ولكن الكثير منها تم تعديله واستخدامه بشكل مختلف. كما خدمت المدمِّرة في العديد من جيوش حلف وارسو والدول الصديقة للاتحاد السوفيتي، مثل كوبا ومصر وأنغولا ويوغسلافيا.
شاركت هذه المدمِّرة في العديد من الحروب بعد الحرب العالمية الثانية، مثل أزمة السويس عام 1956، وحرب 1967، وحرب 1973، وفي حرب اليمن. كما تم التعديل عليها لتلائم الطبيعة الرملية في الشرق الأوسط.

## المستخدمون

المستخدمون الحاليون للمدمرة أس يو-100 (بالأحمر الفاتح) والسابقون (بالأحمر الغامق).

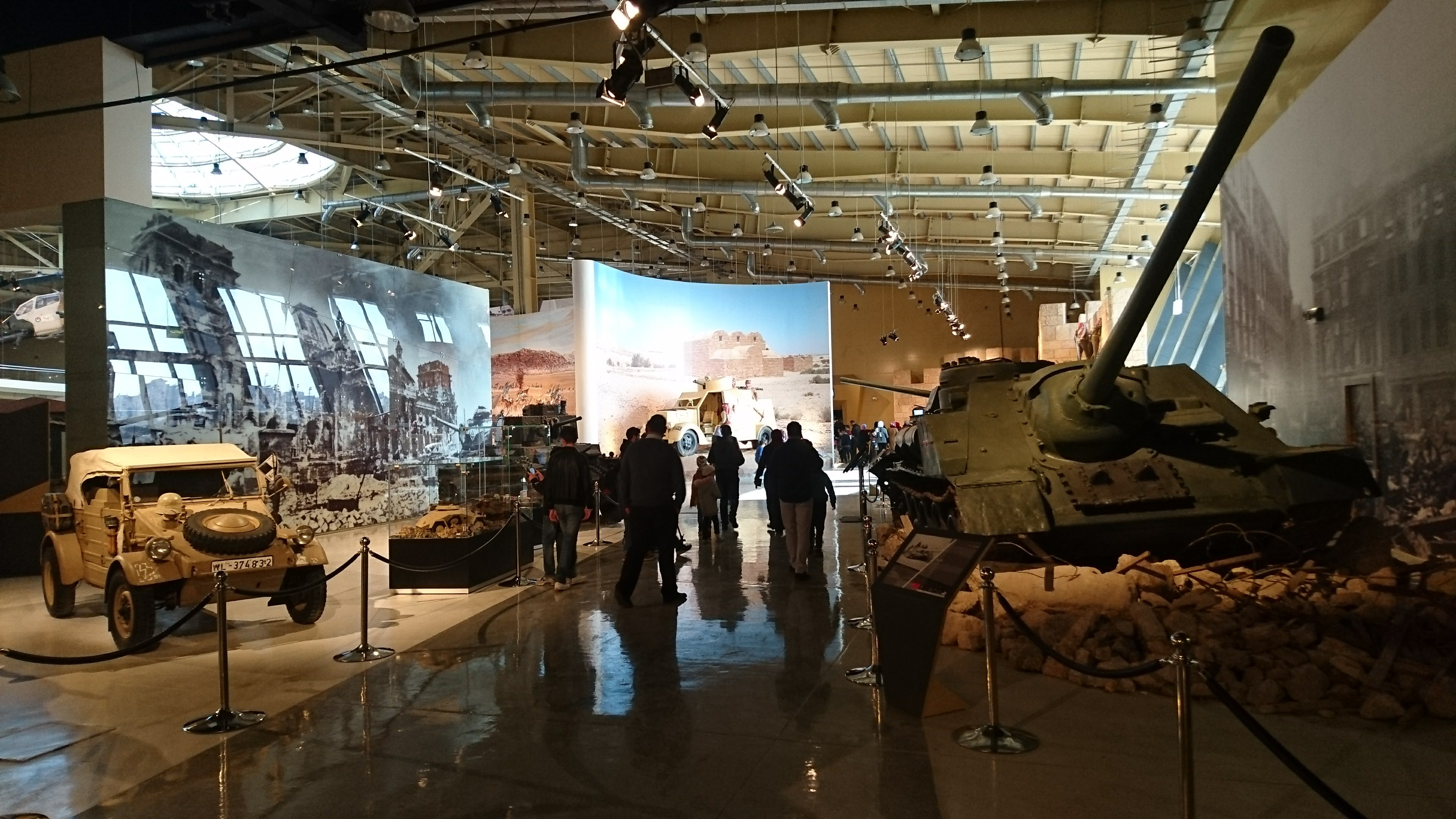
مدمرة الدبابات أس يو-100 في متحف الدبابات الملكي، عمان.

- الجزائر: 50 بالخدمة.[5][6]
- كوريا الشمالية: 100[7]
- المغرب: 25;[7] 8 عاملة.[5]
- رومانيا: 47 بالخدمة.[8]
- فيتنام: 100[7]
- اليمن: 70[5]

### مستخدمون سابقون
- ألبانيا:[9]
- أنغولا: 40 [7]
- بلغاريا: 100[7]
- الصين: 300[7]
- كوبا: 100[7]
- تشيكوسلوفاكيا: 200[7]
- ألمانيا الشرقية: 50[7]
- مصر: 150[7]
- المجر: 50[7]
- العراق: 250[7]
- منغوليا: 10[7]
- اليمن الشمالي: 50[7]
- بولندا: 25 أو 26. انسحبت من الخدمة في السينات.[10]
- الاتحاد السوفيتي[11]
- سوريا: 80[7]
- يوغسلافيا: 20[12]

## وصلات خارجية
- مدمرة الدبابات أس يو-100 على Battlefield.ru (بالروسية)
- معلومات أس يو-100 على OnWar.com (بالإنجليزية)
- معلومات أس يو-100 على Wargaming.net (بالإنجليزية)